# Chachacomal Bajo
Chachacomal Bajo es una localidad peruana ubicada en el distrito de Santo Domingo, perteneciente a la provincia de Morropón del departamento de Piura, al norte del Perú. 

## Ubicación
Chachacomal Bajo se ubica al norte de la provincia de Morropón, en el distrito de Santo Domingo, en el departamento de Piura.

## Demografía
En 2017 Chachacomal Bajo tenía una población de 79 habitantes.